# Natrite
La natrite è un minerale.